# École hôtelière de Paris
L'école hôtelière de Paris est un établissement français d'enseignement professionnel situé à Paris,, au 20, rue Médéric. Il s'agit d'une des plus anciennes écoles hôtelière de France.

## Histoire
En 1932, l'APHRL (Association professionnelle des hôteliers, restaurateurs et limonadiers), créée par le SNRLH (Syndicat national des restaurateurs, limonadiers et hôteliers) et le SFH (Syndicat français de l'hôtellerie) avec pour président Jean Drouant, propriétaire de nombreux restaurants de luxe, lance avec le concours de l'État, la construction d'une École pouvant accueillir 300 élèves, avec internat. Les travaux commencent en 1934. Les bâtiments modernes de l'école de la rue Médéric (17e arrondissement) ont une façade Art déco, un escalier classé et une salle de restaurant réplique d'un salon du paquebot Normandie. Ses architectes sont André Arfvidson et Raymond Gravereaux. Ils sont inaugurés en 1936 par le président de la République Albert Lebrun.
Portant successivement les noms de EHP (école hôtelière de Paris), lycée Jean-Drouant, ou lycée Médéric, l'actuel lycée des métiers de l'hôtellerie Jean-Drouant (LMH-JD), est établissement public local d'enseignement (EPLE), qui partage ses locaux avec le CFA Médéric.
Didier Chenet, président du SYNHORCAT, est actuellement également président de l'APHRL.
En 2016, 10 étudiants de 1re année de BTS à l'École hôtelière de Paris Jean-Drouant se sont retrouvés jurés au concours général agricole (salon de l'Agriculture).

## Anciens élèves ou anciens enseignants reconnus
- Christophe Cussac, chef cuisinier
- Dominique Loiseau (restauratrice)[12]
- André Daguin, ancien président de l'UMIH
- Kilien Stengel, universitaire et auteur[13]
- Xavier Iacovelli, sénateur[14]
- Justine Piluso, cheffe[15]
- Alexia Duchêne, cheffe
- Danny Khezzar, chef de cuisine du restaurant Bayview de l'hôtel Président-Wilson (Genève)[16]
- Nathalie Brigaud Ngoum, chef cuisinière[17]